# Veitsrodt
Veitsrodt ist eine Ortsgemeinde im Landkreis Birkenfeld in Rheinland-Pfalz. Sie gehört der Verbandsgemeinde Herrstein-Rhaunen an.

## Geographie
Veitsrodt liegt im Landschaftsschutzgebiet Hochwald-Idarwald. Zur Gemeinde gehören auch die Wohnplätze Lindenhof, Strudthof und Ziegelhütte.
Veitsrodt ist eine Nationalparkgemeinde im Nationalpark Hunsrück-Hochwald.

## Geschichte
Der Ort wurde zu Beginn des 13. Jahrhunderts als Rodt erstmals urkundlich erwähnt. Seit 1319 gehörte er den Wildgrafen.
In Veitsrodt finden seit mehr als 500 Jahren Märkte, vor allem Viehmärkte, statt, was auch im Ortswappen festgehalten wurde (Stierkopf und die sich reichenden Hände, als Vertragsabschluss). Seit 175 Jahren trägt der Markt den Namen Veitsrodter Prämienmarkt. Jedes 2. Wochenende im Juli wird er auf dem Marktgelände bei Veitsrodt abgehalten. Jedes Jahr steht ein reichhaltiges Warenangebot an über 300 Marktständen zur Verfügung.
Im Ort lebte etwa von 1795 bis 1798 die Familie des Räubers Schinderhannes. Der Vater Johann Bückler war als Feldschütz und Tagelöhner beschäftigt. Zumindest während der ersten Zeit lebte der Schinderhannes noch bei den Eltern. Manchmal machte der Schinderhannes Botengänge für den Gastwirt Koch aus Veitsrodt. Am 16. September 1798 wurde Joseph Bückler, der jüngere Bruder des Schinderhannes, in Veitsrodt konfirmiert. Das prägende Gebäude des Dorfes ist die mit einer Orgel der berühmten Orgelbauerfamilie Stumm ausgestattete evangelische Barock-Kirche im Ortszentrum. Von 1804 bis 1811 war Friedrich Christian Laukhard hier Pfarrer. Er verfasste in dieser Zeit viele seiner Schriften. Außerdem besitzt die Kirche eine über 500 Jahre alte Glocke, die über die Weltkriege erhalten blieb.
Bevölkerungsentwicklung
Die Entwicklung der Einwohnerzahl von Veitsrodt, die Werte von 1871 bis 1987 beruhen auf Volkszählungen:
| Jahr | Einwohner |
| ---- | --------- |
| 1815 | 188       |
| 1835 | 297       |
| 1871 | 353       |
| 1905 | 351       |
| 1939 | 452       |
| 1950 | 434       |
| 1961 | 460       |

| Jahr | Einwohner |
| ---- | --------- |
| 1970 | 567       |
| 1987 | 641       |
| 1997 | 635       |
| 2005 | 684       |
| 2011 | 657       |
| 2017 | 712       |
| 2023 | 699       |

## Politik

### Gemeinderat
Der Gemeinderat in Veitsrodt besteht aus zwölf Ratsmitgliedern, die bei der Kommunalwahl am 9. Juni 2024 in einer Mehrheitswahl gewählt wurden, und der direkt gewählten ehrenamtlichen Ortsbürgermeisterin als Vorsitzender.

### Bürgermeister
Julia Hagner wurde am 5. Juli 2023 Ortsbürgermeisterin von Veitsrodt. Bei der Direktwahl am 25. Juni 2023 war sie mit einem Stimmenanteil von 91,14 % gewählt worden. Bei der Direktwahl am 9. Juni 2024 wurde sie als einzige Bewerberin mit 88,9 % für weitere fünf Jahre wiedergewählt.
Hagners Vorgänger Bernd Hartmann hatte das Amt 2007 übernommen. Zuletzt bei der Direktwahl am 26. Mai 2019 war er mit einem Stimmenanteil von 94,12 % für weitere fünf Jahre in seinem Amt bestätigt worden. Anfang März 2023 kündigte er jedoch an, sein Amt aus persönlichen Gründen vorzeitig zum 30. Juni 2023 niederzulegen, wodurch eine Neuwahl erforderlich wurde.

## Kultur und Sehenswürdigkeiten
Die Deutsche Edelsteinstraße führt direkt durch den Ort. Im ortsnahen Wald wurde 1971 das steinerne Gästebuch der Deutschen Edelsteinstraße angelegt. Es handelt sich dabei um einen Wanderpfad, der mit ausgesuchten Findlingen aus einem nahen Steinbruch gesäumt ist.
Siehe auch:
- Liste der Kulturdenkmäler in Veitsrodt
- Liste der Naturdenkmale in Veitsrodt
- Naturschutzgebiet Wildenburg

## Verkehr
Veitsrodt verfügt über zwei Bushaltestellen. Während die eine Bushaltestelle direkt im Ort zu finden ist, liegt die Haltestelle Veitsrodt Markt knapp einen Kilometer vom Ort entfernt. Die Linien 346 und 351 halten in Veitsrodt. Endhaltestellen sind Herrstein/Wickenrodt bzw. Rhaunen/Flughafen Frankfurt-Hahn.